# Sigala
Bruce Fielder, uměleckým jménem znám jako Sigala (* 1. listopadu 1992, Norwich) je anglický hudební producent a DJ. Je známý především svými songy "Easy Love", "Sweet Lovin", "Say You Do" a "Give Me Your Love", přičemž první mu zajistil obchodní úspěch na mezinárodních trzích a zisk platinových desek ve více než 10 různých zemí

## Kariéra

### Začátky
Bruce Fielder se narodil v anglickém městě Norwich. Hudbě se už věnoval jako dítě, a to když v 8 letech začal hrát na klavír. Když navštěvoval Reepham High School, byl členem několik jazzových a rockových kapel jako klávesista. Studoval na City College Norwich a na počátku roku 2010 se přestěhoval do Londýna, kde vystudoval na University of Westminster obor komerční hudby.
Po absolvování vysoké školy, začal pracovat jako skladatel pro různé umělce. Například pro Ella Eyre napsal a produkoval píseň „Good Times“, která byla velmi populární ve Velké Británii, kde vstoupila mezi prvních 40 pozic v seznamu hudebních úspěchů. V té době založil vlastní nahrávací studio Tileyard Studios v oblasti Kings Cross v Londýně a podepsal smlouvu Ministry of Sound a Columbia Records.

### 2015
Jeho debutový singl "Easy Love" byl napsán v neděli večer, z touhy vytvářet si hudbu jen pro sebe. Než ho složil, vypil krabici Desperadosu, což je pivo ochucené tequily, a v naprosté únavě a frustraci poté, co byl požádán, aby provedl třicátý sedmý mix od populárních Jackson 5 písně " ABC ". Byl vydán dne 4. září 2015 jako digitální download ve Velké Británii přes Ministry of Sound. Vstoupil do UK Singles Chart s číslem 71 a následující týden dosáhl čísla jedna.
Druhá píseň se nazývá "Sweet Lovin", jehož vokálu se ujal Bryn Christopher. Vydal jí dne 4. prosince 2015 a dosáhla čísla 3 v UK Singles Chart.

### 2016
Sigala vydal svůj třetí singl "Say You Do" na YouTube dne 23. ledna 2016 a byl oficiálně vydán 18. března 2016. Skladba obsahuje vzorek "Always Be My Baby" od Mariah Carey a DJ Freshe s vokály od zpěváka Imaniho. Krátce poté vyšel 8. dubna 2016 další singl "Give Me Your Love" s vokálem od Johna Newmana a s produkční práie od Nile Rodgerse.

### 2017
Dne 9. června 2017 vydal píseň "Came Here for Love", jehož vokál byl od Ella Eyre.

### 2018
Dne 23. února 2018 vydal píseň s Palomou Faith s názvem "Lullaby". Dne 13. března 2018 potvrdil prostřednictvím svého účtu na Twitteru, že téměř dokončil své debutové album. Dne 24. května 2018 oznámil Sigala své nadcházející debutové album Brighter Days, které vyšlo 28. září 2018. Mini-koncertní turné na podporu alba se uskuteční ve Velké Británii a Irsku.

## Diskografie
Studiová alba
- Brighter Days (2018)
- Every Cloud – Silver Linings (2023)

#### Profily
- Sigala – oficiální stránka (anglicky)
- Sigala na YouTube